# Bean – den totala katastroffilmen
Bean – den totala katastroffilmen (engelska: Bean: The Ultimate Disaster Movie) är en film från 1997 i regi av Mel Smith. Huvudrollen som Mr Bean spelas som vanligt av Rowan Atkinson. Filmen är den första långfilmen med Mr. Bean, och kom att efterföljas av Mr Beans semester 2007.

## Handling
En rik välgörare har skänkt 50 miljoner dollar till Grierson Gallery i Los Angeles för att de ska kunna återköpa konstverket Whistler’s Mother från Paris. Då detta är en unik tilldragelse vill man givetvis att det hela ska ske med stor pompa och ståt. Och vad är det ultimata, om inte att skicka in Englands främste konstexpert att närvara vid avtäckningen. Men britterna skickar inte någon expert, utan sin mest hopplösa och inkompetenta medarbetare, Mr. Bean, i ett sista desperarat försök att bli av med honom innan de själva går under. David Langley, som har huvudansvaret för avtäckningen, erbjuder generöst Bean att bo hemma hos honom, trots familjens vilda protester. Katastroferna hopar sig och det kan bara bli värre...

## Rollista (urval)
- Rowan Atkinson – Mr Bean
- Peter MacNicol – David Langley
- John Mills – Chairman
- Pamela Reed – Alison Langley
- Harris Yulin – George Grierson
- Burt Reynolds – General Newton
- Sandra Oh – Bernice
- Andrew Lawrence – Kevin Langley

### Fotnoter
1. ↑  läs online, www.swefilmer.com .[källa från Wikidata]
2. ↑  läs online, www.filmibeat.com  .[källa från Wikidata]
3. ↑  läs online, Internet Movie Database , läst: 18 april 2016.[källa från Wikidata]
4. 1 2 3 4  läs online, www.siamzone.com , läst: 18 april 2016.[källa från Wikidata]
5. ↑  läs online, stopklatka.pl , läst: 18 april 2016.[källa från Wikidata]
6. ↑  Internet Movie Database, läs online, läst: 14 april 2017.[källa från Wikidata]
7. ↑  Box Office Mojo, läst: 7 mars 2019.[källa från Wikidata]
8. ↑  ”Rowan Atkinson Biography” (på engelska). Biography. http://www.biography.com/people/rowan-atkinson-9191636#background. Läst 11 januari 2017.